# Agência Meridional de Notícias
A Agência Meridional de Notícias foi uma agência de notícias brasileira, fundada pelo jornalista Assis Chateaubriand em 20 de agosto de 1931. Ela fornecia material inicialmente apenas para veículos do grupo Diários Associados. Em julho de 1974, a agência foi fechada e reabriu em 1975 com o nome de Agência de Notícias dos Diários Associados (ANDA), e passou a vender serviços também para veículos de outras empresas. Em 1997, voltou ao nome original de Meridional. Em 2007 passou a usar nome de D.A. Press.